# 600-е годы
600-е (шестисо́тые) го́ды по юлианскому календарю — промежуток времени с 1 января 600 года по 31 декабря 609 года, включающий 600 год 10-го десятилетия VI века  и с 601 по 609 годы    1-го десятилетия VII века 1-го тысячелетия.  Они закончились 1416 лет назад.

## Важнейшие события
- 602 — начало Византийско-Иранской войны (602—628)[1]
- 604 — скончался основатель китайской династии Суй император Вэнь-ди (Ян Цзянь);
- 608 — завоевание персами Сирии.
- Начало VII века — завершение завоевания англосаксами Британии. Возникновение англосаксонских королевств.
- Начало VII века — Завершение завоевания славянами Балкан.
- Начало VII века — Византия теряет Далмацию.
- Начало VII века — В Западном Декане образуется держава во главе с родом Чалукьев.
- Начало VII века — Народные восстания в провинции Хэнань во главе с Ли Ми и в провинции Хэбэй во главе с Доу Цзянь-дэ.